# Arthur Ernest Bishop
Arthur Ernest Bishop (Sídney, 1917-ibidem, 2006) fue un notable ingeniero e inventor australiano, conocido por ser el introductor de importantes mejoras en el mundo del automóvil como la dirección de paso variable.

## Biografía y obra
Bishop nació en Sídney (Nueva Gales del Sur), en 1917. Demostró repetidamente sus capacidades innovadoras durante la Segunda Guerra Mundial, solucionando problemas relacionados con la inestabilidad en la toma de tierra y el despegue del tren de aterrizaje trasero de aviones militares, siendo recompensado con el pago de las patentes de sus invenciones.
Gracias en parte a la relevancia de sus patentes, en 1954 se trasladó a Detroit (Míchigan, EE. UU.), llevando sus patentes y sus nuevas ideas para mejorar los sistemas de dirección de los automóviles. 
En los veinte años siguientes, se dedicó internacionalmente a mejorar todo tipo de vehículos, extendiendo el uso de las direcciones asistidas hidráulicamente y de los sistemas de dirección variable. Para facilitar la difusión de sus ideas, desarrolló métodos de producción en masa, reduciendo sensiblemente el coste de sus mecanismos, que permitían mejorar el funcionamiento de la dirección, su fiabilidad, la respuesta del vehículo y las sensaciones del conductor.
Hacia 1970 regresó a Australia, y desarrolló un sistema de cremallera variable con un piñón normal (algo considerado teóricamente imposible en aquella época), y también un método para forjar la cremallera variable sin necesidad de mecanizar los dientes. Su organización llegó a emplear a 200 personas en todo el mundo, y registró más de 300 patentes.
Se estima que alrededor de un 20% del parque automovilístico mundial, incluye alguna de sus patentes.
Murió en el año 2006.

## Reconocimientos y honores
- 1984 Miembro del Orden de Australia.[3]
- 2001 Medalla del Centenario[4]
- Recibió un gran número de premios australianos. En 2003 fue elegido como el primer australiano miembro de la Sociedad de Ingenieros Automovilísticos.[5][6]